# Djimbala
Djimbala est une des sous-préfectures de la préfecture de Kankan dans la région de Kankan au nord est de la Guinée.

## Subdivision administrative
Djimbala est une des quinze collectivités de la préfecture de Kankan. Elle située à 45 Km du chef lieu de la préfecture de Kankan. Elle est la limité a l'est par la commune rurale de Missamana et la commune rurale de Kodiaran. A l'ouest par la commune rurale de Balandou, au nord par la commune rurale de Missamana. Au nord par la commune rurale de Bandou.
Djimbala est composée de quatre districts dont le chef lieu de la sous-préfecture et de la commune est Djimbala.
| Districts       | Secteurs                             |
| --------------- | ------------------------------------ |
| Djimbala        | Djimbala centre 1 ,Djimbala Centre 2 |
| Minina          | Minina centre                        |
| Djalon          | Djalon centre                        |
| Madina-Djimbala | Madina-Djimbala                      |